# Condado de Laramie (Wyoming)
El condado de Laramie (en inglés: Laramie County) fundado en 1867 es un condado en el estado estadounidense de Wyoming. En el 2000 el condado tenía una población de 81.607 habitantes en una densidad poblacional de 12 personas por km². La sede del condado es Cheyenne.

## Geografía
Según la Oficina del Censo, el condado tiene un área total de 6962 km² (2688,0 mi²), de la cual 6957 km² (2686,1 mi²) es tierra y 5 km² (1,9 mi²) (0.06%) es agua.

### Condados adyacentes
- Condado de Goshen - noreste
- Condado de Banner - noreste
- Condado de Kimball - este
- Condado de Weld - sur
- Condado de Larimer - suroeste
- Condado de Albany - oeste
- Condado de Platte - noroeste

### Carreteras
- Interestatal 80
- Interestatal 25
- Interestatal 180
- U.S. Highway 30
- U.S. Highway 85
- U.S. Highway 87

## Demografía
En el 2000 la renta per cápita promedia del condado era de $$39,607, y el ingreso promedio para una familia era de $46,536. En 2000 los hombres tenían un ingreso per cápita de $31,644 versus $24,406 para las mujeres. El ingreso per cápita para el condado era de $19,634. Alrededor del 9.10% de la población estaba bajo el umbral de pobreza nacional.

## Comunidades

### Ciudades y pueblos
- Cheyenne
- Albin
- Burns
- Pine Bluffs

### Lugares designados por el censo
- Fox Farm-College
- Ranchettes
- South Greeley
- Warren AFB

### Otras comunidades
- Carpenter
- Granite
- Hillsdale
- Horse Creek
- Meriden